# Korytos
Korytos – w mitologii greckiej i mitologii rzymskiej syn Jupitera (Zeusa) i Elektry. Ojciec Dardanosa, który wędrował do Azji Mniejszej i dał tam początek rodowi Dardanidów, był więc praojcem Eneasza.
Sam Korytos uchodził za założyciela miasta Korytona w Etrurii.